# Vuurtoren van les Grands Cardinaux
De Vuurtoren van les Grands Cardinaux is een vuurtoren ten zuidoosten van het eiland Hoëdic in het departement Morbihan (Bretagne). De vuurtoren werd gebouwd onder leiding van ingenieur Léon Bourdelles op een klein rotseiland en werd in gebruik genomen in 1875. De toren moet de aanvaarroutes van de Baai van Quiberon beveiligen.